# Rodrigo de Osona

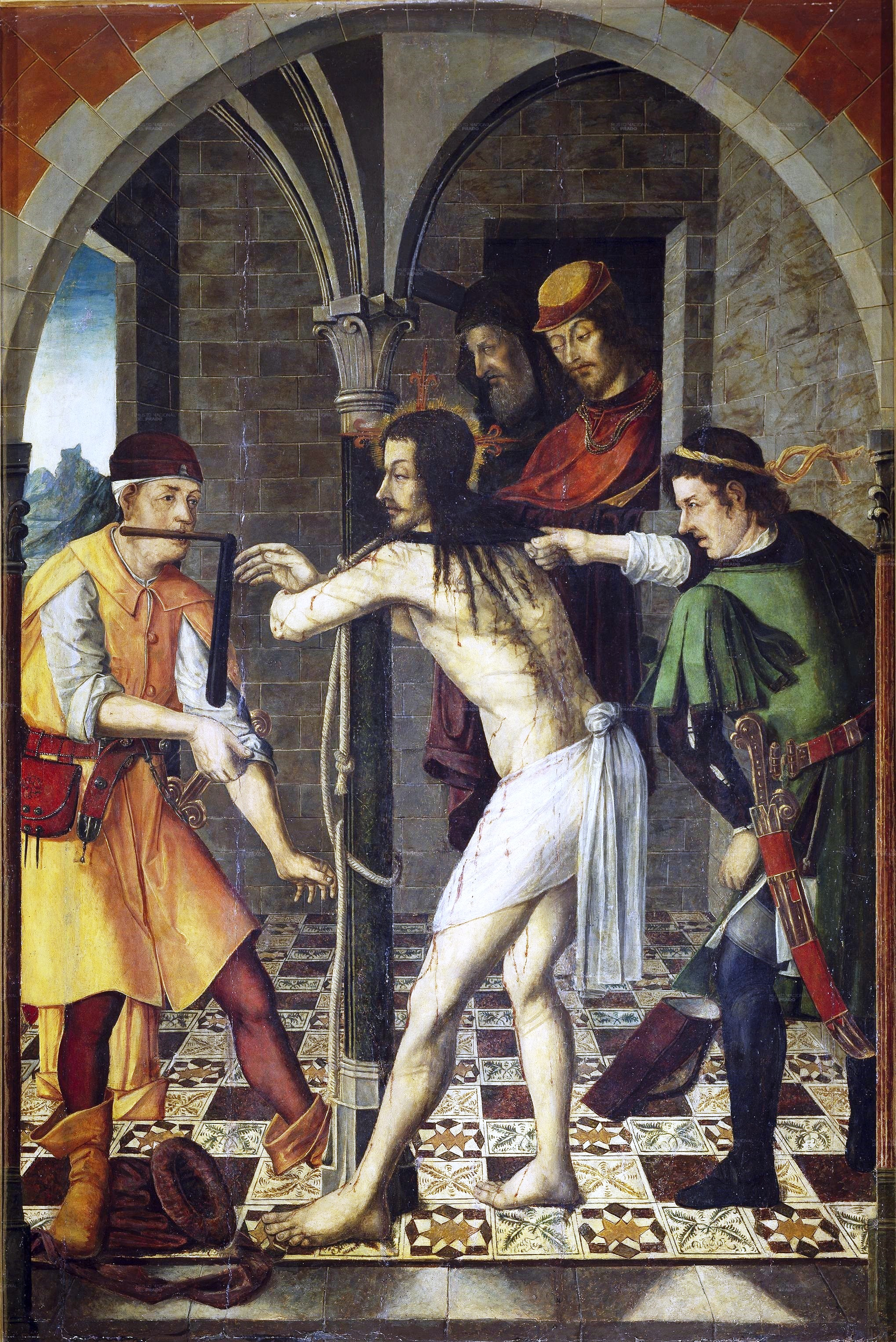
La Flagelación, óleo sobre tabla (128 x 84 cm), Madrid, Museo del Prado, obra característica de la colaboración entre Rodrigo y Francisco Osona, en estilo gotizante aunque abierto a las novedades que llegaban de Italia.

Rodrigo de Osona o Roderic de Osona fue un pintor español, activo en Valencia entre 1440 y 1518. 
Aunque se le ha supuesto un primer periodo de formación en Ferrara, Padua o Venecia, su estancia en Italia no se ha comprobado. Entre sus obras destacan el Retablo del Calvario de la iglesia de San Nicolás de Valencia, firmado en 1476 y a través del cual se le han podido atribuir otras obras como la Piedad, conservada en el Museo de Bellas Artes de Valencia, y realizada entre 1485 y 1490. Obra característica de su capacidad de aunar influencias flamencas e italianizantes, el retablo de San Nicolás, contratado con el vicario Juan Albarrací, incorpora también imágenes tomadas de Bartolomé Bermejo y el mismo recurso a firmar en un pliego de papel o pergamino doblado parece tomado del San Miguel del cordobés.
Con una formación básicamente hispanoflamenca y relacionado con Bartolomé Bermejo, en Valencia por los mismos años en los que Osona pudo realizar su aprendizaje y con quien, en torno a 1485, colaboró en la pintura del tríptico de la Virgen de Montserrat de la catedral de Acqui Terme (Italia), está considerado como uno de los introductores de las formas renacentistas en la pintura española, llegando a un sentido pleno del italianismo quattrocentista. Sin embargo, las influencias italianas se ven matizadas por el conocimiento y la aplicación de fórmulas propias de la pintura flamenca, como es la expresividad alejada de la idealización. 
Los aspectos de amabilidad y dulzura atienden más a razones de tipo devocional que a una visión racionalizada y rigurosa de la realidad. A pesar de ello, sus cuadros muestran una preocupación por la ambientación natural y arquitectónica de las escenas y un extraordinario dominio de la pintura al óleo.

## El hijo: Francisco Osona el Joven
Ha existido cierta confusión entre Rodrigo de Osona, llamado el Viejo, y su hijo, Francisco de Osona el Joven. Habiendo padre e hijo trabajado en estrecha colaboración, las obras salidas de su taller suelen atribuirse a ambos. Ocurre así con las seis tablas propiedad del Museo del Prado procedentes del retablo mayor de la iglesia de Santa María de Alicante, en las que junto a los Osona debió de participar algún otro miembro del taller, donde se conjugan expresividad flamenca, arquitecturas renacentistas e imitaciones de grabados alemanes de Martin Schongauer. Así también en el citado tríptico de la catedral de Acqui Terme, se citan el dibujo y los amplios paisajes de Bermejo con la venera renacentista que cubre el cuarto de esfera del ábside en la Presentación del Niño Jesús en el Templo. Se han considerado los aspectos más avanzados propios del hijo, sin embargo, mientras que la actividad del padre llegó hasta 1518, la del hijo, fallecido antes, abarca de 1465 a 1514. Al segundo se debería la tabla de la Epifanía, conservada en Londres, que está firmada por «Lo hijo del maestro Rodrigo», en la que, al contrario, parece apreciarse una tendencia más tradicional que en las obras consideradas del padre. A partir de ella se le ha atribuido el Cristo ante Pilatos conservado en el Museo de Bellas Artes de Valencia. La obra de ambos pintores, junto con la de Paolo de San Leocadio, sientan las bases para el breve ciclo de clasicismo en la pintura española.